# Росс Лінч
Росс Шор Лінч (англ. Ross Shor Lynch) — американський співак, автор пісень, музикант та актор. Він був головним вокалістом поп-рок- групи R5 і є частиною гурту The Driver Era зі своїм братом Роккі Лінчем. Як актор, він відомий своєю дебютною роллю Остіна Муна в оригінальному серіалі Disney Channel «Остін і Еллі» та роллю Брейді в серіалі «Teen Beach Movie».
У 2017 році Лінч знявся у фільмі «Мій друг Дамер», де зіграв підлітка Джеффрі Дамера. У 2018 році Лінч також знявся в «Статус: Update», зігравши Кайла. У період з 2018 по 2020 рік Лінч знявся в ролі Харві Кінкла в телесеріалі Netflix «Моторошні пригоди Сабріни».

## Біографія
Лінч народився та виріс у передмісті Денвера Літтлтон, штат Колорадо. Він має чотирьох братів і сестер, сестру Райдел і братів Райкера, Роккі і Райланда. Починаючи з четвертого класу, він здобув освіту в дома, коли навчився співати та грати на гітарі та фортепіано. Лінч є двоюрідним братом артистів Дерека Хау та Джуліанни Хаф, їхні бабусі по материнській лінії є сестрами. Лінч та його родина переїхали до Лос-Анджелеса у 2007 році.

## Акторська кар'єра

### Кіно і театр
Лінч зіграв епізодичну роль у фільмі 2014 року «Самість розшукуваних маппетів». У 2016 році він озвучив роль Пірса в англійському дубляжі французького анімаційного пригодницького фільму «Snowtime!». У центрі фільму — група дітей, які планують і влаштовують гігантський бій сніжками під час різдвяних свят.
Лінч зіграв Марка Ентоні у постановці Hollywood Bowl «Лінія хору», яка тривала у вихідні 29 липня 2016 року. Мюзикл про танцюристів, які проходять прослуховування для бродвейського мюзиклу, був режисером і хореографією Байорка Лі, який зіграв головну роль в оригінальній бродвейській постановці.

### Серіали
Лінч з'являвся в телевізійних шоу «Так ти думаєш, що можеш танцювати» та «Правила Мойзеса»!, а також у короткометражному фільмі Grapple 2010 року. Був у фільмі Kidz Bop, знявшись у відео Kidz Bop 2009 року. Він також був у кліпі Cymphonique на «Lil' Miss Swagger».
На початку 2011 року Лінч отримав пілотну роль в ситкомі Disney Channel «Остін і Еллі», зігравши головну чоловічу роль Остіна Муна, співака-підлітка, який за ніч став сенсацією після того, як музичне відео з його виконанням було завантажено в Інтернет. Пізніше він вступає в партнерство з Еллі, яку грає Лора Марано . Пізніше пілот був обраний для виробництва повного сезону; серіал дебютував у грудні 2011 року і був продовжений на другий сезон у березні 2012 року Після чотирьох сезонів серіал закінчився 10 січня 2016 року. Гість Лінча знявся з акторським складом «Остін і Еллі» в кросовер-епізоді з «Джессі», а також він знявся разом зі своєю колегою по голові Лорою Марано в «Дівчинці зустрічає світ», де він повторив свою роль Остіна Муна.
На початку 2012 року Лінч почав працювати над оригінальним фільмом Disney Channel «Teen Beach Movie», зігравши головну чоловічу роль Брейді. Режисером фільму був Джеффрі Хорнадей, прем'єра відбулася 19 липня 2013 року, отримавши близько 8,4 бала. мільйонів глядачів. Лінч також знявся в продовженні «Teen Beach 2», прем'єра якого відбулася на каналі Disney 26 червня 2015 року, отримавши 7,5 мільйонів глядачів.
У 2018 році Лінч був обраний на роль хлопця Сабріни Спеллман Харві Кінкла в телесеріалі Netflix «Моторошні пригоди Сабріни», заснованому на однойменній серії коміксів.

## Фільмографія

### Фільми
| Рік  | Назва                       | Роль                               | Примітки                           |
| ---- | --------------------------- | ---------------------------------- | ---------------------------------- |
| 2014 | Найбільш розшукувані мапети | Молодий флорист / ботанік-підліток | [ 20 ]                             |
| 2016 | Сніжна пора!                | Пристані                           | Голосова роль (англійський дубляж) |
| 2017 | Мій друг Дамер              | Джеффрі Дамер                      | [ 3 ] [ 21 ]                       |
| 2018 | Статус: Update              | Кайл Мур                           | Прямий відеофільм                  |

### Серіали
| Рік        | Назва                             | Роль                            | Примітки                                                             |
| ---------- | --------------------------------- | ------------------------------- | -------------------------------------------------------------------- |
| 2009       | Правила Мойзеса!                  | Росс «Бос»                      | Епізод: " Скажений бій-болл перестрілка "                            |
| 2011 –2016 | Остін і Еллі                      | Остін Мун                       | Головна роль                                                         |
| 2012       | Джессі                            | Остін Мун                       | Епізод: " Остін, Джессі та Еллі, Новий рік усіх зірок "              |
| 2013       | Пляжний фільм для підлітків       | Брейді                          | Телевізійний фільм                                                   |
| 2013       | Людина-павук. Щоденник супергероя | Джек Рассел / Перевертень вночі | Епізод: «Вої коммандос»                                              |
| 2015       | Віолетта                          | Сам                             | Епізоди: «Una Visita, Una canción» та «Una Explicación, Una Canción» |
| 2015       | Пляж для підлітків 2              | Брейді                          | Телевізійний фільм                                                   |
| 2015       | Дівчина зустрічає світ            | Остін Мун                       | Епізод: «Дівчина зустрічає світ терору 2»                            |
| 2018–2020  | Моторошні пригоди Сабріни         | Харві Кінкл                     | Головна роль                                                         |

## Нагороди та номінації
| Рік  | Нагорода                        | Категорія                                                                       | Робота                    | Результат | Посл. |
| ---- | ------------------------------- | ------------------------------------------------------------------------------- | ------------------------- | --------- | ----- |
| 2013 | Nickelodeon Kids' Choice Awards | Улюблений телевізійний актор                                                    | Austin &amp; Ally         | Перемога  |       |
| 2013 | Radio Disney Music Awards       | Найкраще музичне відео                                                          | Heard It On The Radio     | Перемога  |       |
| 2013 | Radio Disney Music Awards       | Найкумедніший знімок знаменитості                                               | Himself                   | Номінація |       |
| 2014 | Nickelodeon Kids' Choice Awards | Улюблений телевізійний актор                                                    | Austin & Ally             | Перемога  |       |
| 2014 | Teen Choice Awards              | Вибір телевізійного актора: комедія                                             | Austin & Ally             | Перемога  |       |
| 2015 | Nickelodeon Kids' Choice Awards | Улюблений телевізійний актор                                                    | Austin & Ally             | Перемога  |       |
| 2015 | Teen Choice Awards              | Музика на вибір: пісня з фільму або телешоу (з акторським складом Teen Beach 2) | Teen Beach 2              | Номінація |       |
| 2015 | Teen Choice Awards              | Найкраща зірка літнього телебачення: чоловік                                    | Teen Beach 2              | Номінація |       |
| 2015 | Teen Choice Awards              | Вибір ТБ: Хімія (з Лаурою Марано)                                               | Austin & Ally             | Номінація |       |
| 2015 | Teen Choice Awards              | Вибір телевізійного актора: комедія                                             | Austin & Ally             | Перемога  |       |
| 2016 | Nickelodeon Kid's Choice Awards | Улюблена телезірка чоловіків: дитяче шоу                                        | Austin & Ally             | Перемога  |       |
| 2016 | Teen Choice Awards              | Вибір телевізійного актора: комедія                                             | Austin & Ally             | Перемога  |       |
| 2019 | Teen Choice Awards              | Найкращий актор наукової фантастики/фентезі                                     | Моторошні пригоди Сабріни | Номінація |       |